# Vědunka Lunardi
Vědunka Lunardi (* 29. listopadu 1948 Mimoň) je česká publicistka, překladatelka a rozhlasová korespondentka. Od roku 1970 žije v Itálii, odkud přispívá svými reportážemi a postřehy do vysílání Českého rozhlasu.